# Aeródromo de Novolázarevskaya
El aeródromo de Novolázarevskaya (en ruso: Взлетно-посадочная полоса станции Новолазаревская) es un aeródromo de hielo azul de Rusia próximo a la Base Novolázarevskaya, en la Tierra de la Reina Maud en la Antártida. 
Se ubica en la Indlandsis de la Antártida a una altitud de 550 m s. n. m. en el sur del oasis Schirmacher, a 15 km de la Base Novolázarevskaya. El aeródromo es uno de los dos del sistema de transporte DROMLAN, que utiliza los principales campos de aviación en la región para comunicar a las bases de la Tierra de la Reina Maud con Ciudad del Cabo en Sudáfrica.

## Historia
La Unión Soviética realizaba desde 1963 vuelos a la Antártida por la ruta a la India, Australia y Nueva Zelanda. Para reducir casi a la mitad la distancia y como una mejora en la logística de la Expedición Antártica Soviética se comenzó un trabajo de inspección y diseño en un aeródromo en 1972-1973. El 13 de febrero de 1980 se abrió la ruta aérea intercontinental de Moscú al aeródromo de Molodiózhnaya, vía Odesa, El Cairo, Adén y Maputo en Mozambique con el aterrizaje de un Ilyushin IL-18D. En 1981 la pista quedó terminada y comenzaron los vuelos regulares entre los meses de octubre y febrero, utilizando como alternativa el Aeropuerto Internacional de Ciudad del Cabo en Sudáfrica y el aeródromo que se construyó en Novolázarevskaya. Para eso vuelos fueron utilizados aviones Ilyushin IL-76TD e IL-18D.
El aeródromo fue utilizado por primera vez en 1981 y proporcionó tráfico directo al oasis Schirmacher para las existentes bases Novolázarevskaya, Maitri y Georg Forster. La pista de aterrizaje del aeródromo era de 2760 m de largo y 60 m de ancho y funcionó consistentemente hasta el colapso de la Unión Soviética, por lo que la ruta intercontinental fue abandonada en octubre de 1991. De 1991 a 1994 el aeródromo fue utilizado solo para vuelos dentro del continente. El aeródromo tenía una pista alternativa de hielo azul que se conocía como Blue One en las cercanías del nunatak Henrickson a 128 km al sudeste, que en 2017 fue habilitada como aeródromo Wolfs Fang por una empresa privada.
La operación del aeródromo fue restaurada en 2001 y se mantiene en forma conjunta entre el programa antártico ruso y la compañía privada con sede en Sudáfrica Antarctic Logistics Centre International. En los veranos antárticos se realizan un promedio de dos vuelos por semana desde Ciudad del Cabo y muchos vuelos al interior del continente del DROMLAN y del programa antártico ruso. El aeródromo también proporciona servicios al operador turístico The Antarctis Company. Vuelos intercontinentales se hacen con aviones IL-76TD y Gulfstream II b. En el aeródromo hay construido un campamento para garantizar su funcionamiento, que es capaz de acomodar simultáneamente hasta 60 personas entre el personal y los pasajeros.